# イースターエッグ (隠し要素)
イースターエッグ（Easter egg）は、コンピュータゲームやソフトウェアなど、主に電子的なメディアに隠されたメッセージ、画像、機能のこと。
この言葉は、復活祭で用いられる装飾された卵のイースターエッグが由来となっている。祭事中に大人たちがこれを隠して子供たちが見つける「エッグハント」と呼ばれる遊びがあり、製作者が隠し要素を入れる行為をエッグハントになぞらえてイースターエッグと呼ばれるようになった。

## コンピュータゲーム
イースターエッグの要素は、その言葉が使われるようになる前から存在している。コンピュータゲームの分野で知られている最も古いイースターエッグは『Moonlander』（1973年）にある。このゲームはプレイヤーが宇宙船を操作して月に着陸させることを目指すという内容だが、水平方向にかなり遠くまで飛ぶとマクドナルドの店舗を示すマークが現れ、その隣に着陸すると宇宙飛行士が店舗を訪れたことを示すメッセージが表示される。また、テキストアドベンチャーゲームの元祖とされる『コロッサル・ケーブ・アドベンチャー』（1976年）ではいくつかの隠しコマンドが存在し、その中で、プレイヤーがゲーム世界の2つの地点間を移動できるコマンド「xyzzy」が有名になった。
「イースターエッグ」という言葉が初めて用いられたのは、ゲームデザイナーのウォーレン・ロビネットがプログラミングを行いアタリより1980年に発売されたAtari 2600用ソフト『アドベンチャー』である。当時のアタリは、競合他社が開発者を引き抜くのを防ぐため、また、アタリを買収し権力闘争を行う関係にあった親会社のワーナー・コミュニケーションズと開発者が交渉するのを防ぐため、ゲームデザイナーの名前をクレジットに掲載することを認めていなかった。この姿勢に不満を持ったロビネットは、ゲーム内において、灰色の1ピクセルの点を特定の場所に運ぶことで到達できる隠し部屋に入ると「Created by Warren Robinett（ウォーレン・ロビネットによる作成）」という文章が鮮やかな色で表示されるという隠し要素を組み込んだ。完成したソースコードを1979年6月に渡したロビネットは、隠し要素についてアタリに伝えることなくソフトの発売前に退社した。発売後、隠し要素は15歳の少年によって発見され、少年はそのことを報告する手紙をアタリに送った。事実を知った経営陣は激怒したが、家庭用ゲーム部門のマネージャーだったスティーブ・ライトは彼らに対し、これはゲーム内のイースターエッグで子供たちはそれを見つけるのが大好きだと語り、すべてのゲームにイースターエッグを追加するよう奨励すべきと訴えた。これ以降、アタリのゲームに同様の隠し要素を入れることが公式の開発ポリシーとなり、このことがフレーズの普及につながった。
イースターエッグには、製作者が意図しない形で生まれたものもある。コナミが1985年に稼働開始したアーケードゲーム『グラディウス』をファミリーコンピュータ（ファミコン）向けに移植する際、テストを容易にしようと考えたコナミの開発者の橋本和久は、操作する自機を大幅にパワーアップさせるコマンドをゲーム内に組み込んだが、その後、コマンドが除去されないまま製品化された。ファミコン版が発売された1986年の時期は空前の裏技ブームだったことからこのコマンドはゲームファンの間で好評を博し、以降のコナミのゲームでも「コナミコマンド」として定番化しさまざまな作品で採用されるようになった。

## ソフトウェア
1960年代に使用されていたDEC製のコンピュータのうちPDP-6以降のモデルでは、テキストエディタのTECOを呼び出してファイルを作成する際に用いるmakeコマンドでファイル名引数にloveを指定すると、コマンドはmake loveを読み取り、ファイル作成前に一時停止してnot war?と応答する。このイースターエッグは、1967年10月から1968年10月の間にスタンフォード人工知能研究所のウィリアム・F・ワイアーによって作成され、ソフトウェアプログラムの分野で最初のイースターエッグとなった。
マイクロソフトが提供する表計算ソフトのMicrosoft Excel 95（1995年）で特定の手順を踏むと「Hall of Tortured Souls」という3DダンジョンRPG風のソフトが起動する。また、Microsoft Excel 97（1997年）にはフライトシミュレーション風ソフトが、ワープロソフトのMicrosoft Word 97（1997年）にはピンボールゲームのソフトが含まれている。なおマイクロソフトは、2002年に表明した「信頼できるコンピューティング」の方針に沿う形でこれ以降のイースターエッグの収録を禁止している。
検索エンジンのGoogle 検索は、特定の検索ワードに対して特別な反応が返ってくるというイースターエッグが多数存在することで知られている。例えば、「斜め」で検索すると検索結果が斜めに表示され、「一回転」で検索すると画面が一回転する。
Appleでは、黎明期の製品にさまざまなイースターエッグを組み込んでいた。一例として、PCのPower MacではOSがSystem 7.5.5から7.6.1のバージョンでノートパッドを開いて「secret about box」と入力しデスクトップにドラッグすると3Dのイグアナの旗が表示される。その後、1997年にスティーブ・ジョブズがCEOに就任すると一転してイースターエッグが禁止となった。彼の死後の2012年には、アプリケーションストアのMac App Storeでのアプリのダウンロード中にアプリのタイムスタンプが一時的にMacintosh発売日の「1984年1月24日」と表示される仕掛けが施された。

## セキュリティ上の懸念
セキュリティ関連書籍の著者であるミシェル・E・カベイは2000年にNATO本部で行った講演の中で、メーカー側が関知しない形で含まれているイースターエッグについて、データ内に潜み条件が満たされると動作するマルウェアの論理爆弾と同一視し危険性を主張している。
2006年、計算機科学者のダグラス・W・ジョーンズは、イースターエッグの中には違法コピーを検出するために意図的に作られたものもあるがベンダーの品質管理テストをすり抜けた不正機能の例であることは明らかだと述べた。